# Weißenbrunn (Ebern)
Weißenbrunn ist ein Gemeindeteil der Stadt Ebern im unterfränkischen Landkreis Haßberge in Bayern.

## Geografie
Das Dorf liegt im östlichen Teil des Landkreises, acht Kilometer westlich von Ebern, in einer Talmulde, die vom Weißenbrunner Ortsbach, der in den Preppach mündet, durchflossen wird. Die Kreisstraße HAS 14, von Staatsstraße 2278 abzweigend nach Köslau, führt durch den Ort.

## Geschichte
Der Ortsname bedeutet Ort an der hellen Quelle.
Die erste urkundliche Nennung war 1232 in der Teilungsurkunde des Würzburger Bischofs Hermann, in der Ebern von der Pfarrei Pfarrweisach getrennt wurde und unter anderem „Wisebrunnen“ zur Pfarrei Ebern kam. 1244 übergab Ludwig von Raueneck dem Würzburger Bischof Güter in „Wizenbrunnen“. 1317 erhielten Apel und Götz Fuchs einen Hof in „Wizenbrunnen“. 1548 bekam Georg Christoph Fuchs den Hof in „Weisbrunn“ als Würzburger Lehen. Jahrhunderte waren die Besitzer des Rittergutes die Dorfherren.
Im Jahr 1821 wurde Weißenbrunn eine Landgemeinde und 1862 in das neu geschaffene bayerische Bezirksamt Ebern eingegliedert. Die Landgemeinde bestand aus vier Orten, Weißenbrunn und drei Einöden, der 1,5 Kilometer entfernten Oberen Mühle, der 2,0 Kilometer entfernten Unteren Mühle und dem 1,0 Kilometer entfernten Straßenhof. Die Gemeinde zählte im Jahr 1871 119 Einwohner, von denen 71 Katholiken und 48 Protestanten waren, und 26 Wohngebäude. Die 101 Einwohner des Ortes Weißenbrunn gehörten zu den 2,0 Kilometer entfernten katholischen und evangelischen Pfarrgemeinden in Jesserndorf, wo sich auch die beiden Bekenntnisschulen befanden. Im Jahr 1900 hatte der Ort 95 Einwohner und 22 Wohngebäude. 1925 lebten in der 201,39 Hektar großen Gemeinde Weißenbrunn 111 Personen, von denen 90 katholisch waren, in 25 Wohngebäuden. Der Ort selbst hatte 89 Einwohner und 21 Wohngebäude.
1950 war die Untere Mühle kein Ortsteil der Gemeinde mehr und das Dorf hatte 92 Einwohner und 19 Wohngebäude. Im Jahr 1961 zählte Weißenbrunn 94 Einwohner und 18 Wohngebäude. 1970 waren es 84 und 1987 60 Einwohner sowie 19 Wohngebäude mit 21 Wohnungen.
Am 1. April 1971 wurde die Gemeinde Weißenbrunn mit ihren Gemeindeteilen, den Einöden Obere Mühle und Straßenhof, nach Jesserndorf eingegliedert. Am 1. Juli 1972 folgte im Rahmen der Gebietsreform die Auflösung des Landkreises Ebern und Weißenbrunn kam mit Jesserndorf zum Haßberg-Kreis. Sechs Jahre später, am 1. Mai 1978, war die Eingemeindung nach Ebern.

## Baudenkmäler

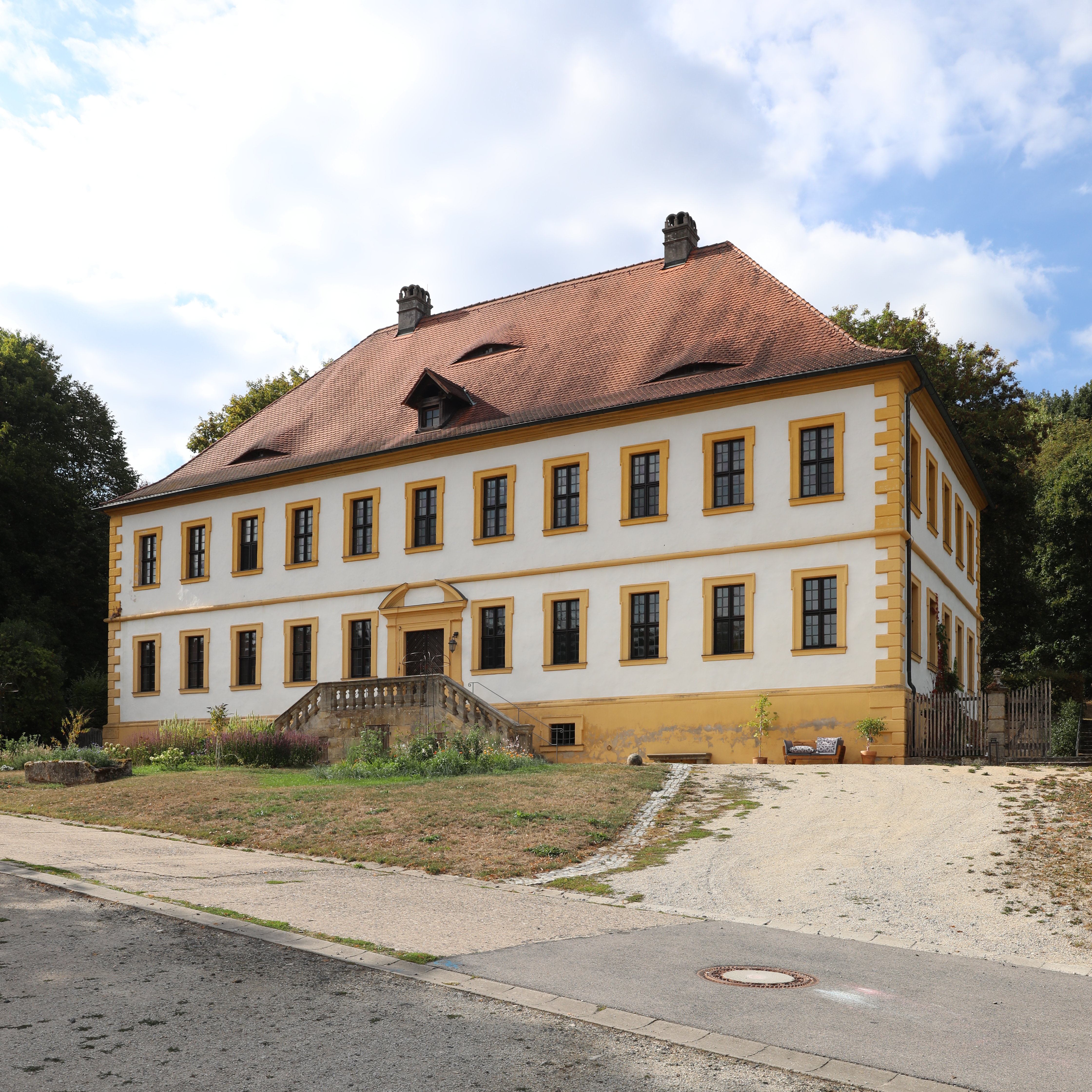
Schloss

Das Schloss, ein zweigeschossiger Walmdachbau entstand um 1720 bis 1723. Bauherr war Generalfeldmarschall-Leutnant Franz Philipp von Boineburg. Das Gebäude hat als Werksteingliederungen Eckquader und Rundstabgesims in Sandstein, Stilelemente der späten Renaissance. Die geohrten Fenster, das Portal mit Sprenggiebel und die Freitreppe entsprechen barocken Schlossbauten der Region. Ein Barockgarten aus dem 18. Jahrhundert und ein am Hang liegender englischer Landschaftsgarten des 18./19. Jahrhunderts gehören zu dem Anwesen.